# الاتحاد الرياضي لبلدية السوقر
الاتحاد الرياضي لبلدية السوقر، هو نادٍ رياضيٌّ جزائريٌّ لكرة القدم تأسس سنة 1943م .

## وصلات خارجية
- الرابطة الجزائرية المحترفة الأولى ،والثانية ، لكرة القدم